# Czajęcice (Sainte-Croix)
Pour l’article homonyme, voir Czajęcice (Petite-Pologne).
Czajęcice est une localité polonaise de la gmina de Waśniów, située dans le powiat d'Ostrowiec en voïvodie de Sainte-Croix.